# Rhipidomys caucensis
Rhipidomys caucensis е вид бозайник от семейство Хомякови (Cricetidae).

## Разпространение
Видът е разпространен в Колумбия.